# Multipler Substanzgebrauch
Multipler Substanzgebrauch, umgangssprachlich auch Mischkonsum genannt, ist eine Form des Drogenkonsums, bei der zwei oder mehr psychotrope Substanzen involviert sind.

## Verbreitung und Beispiele

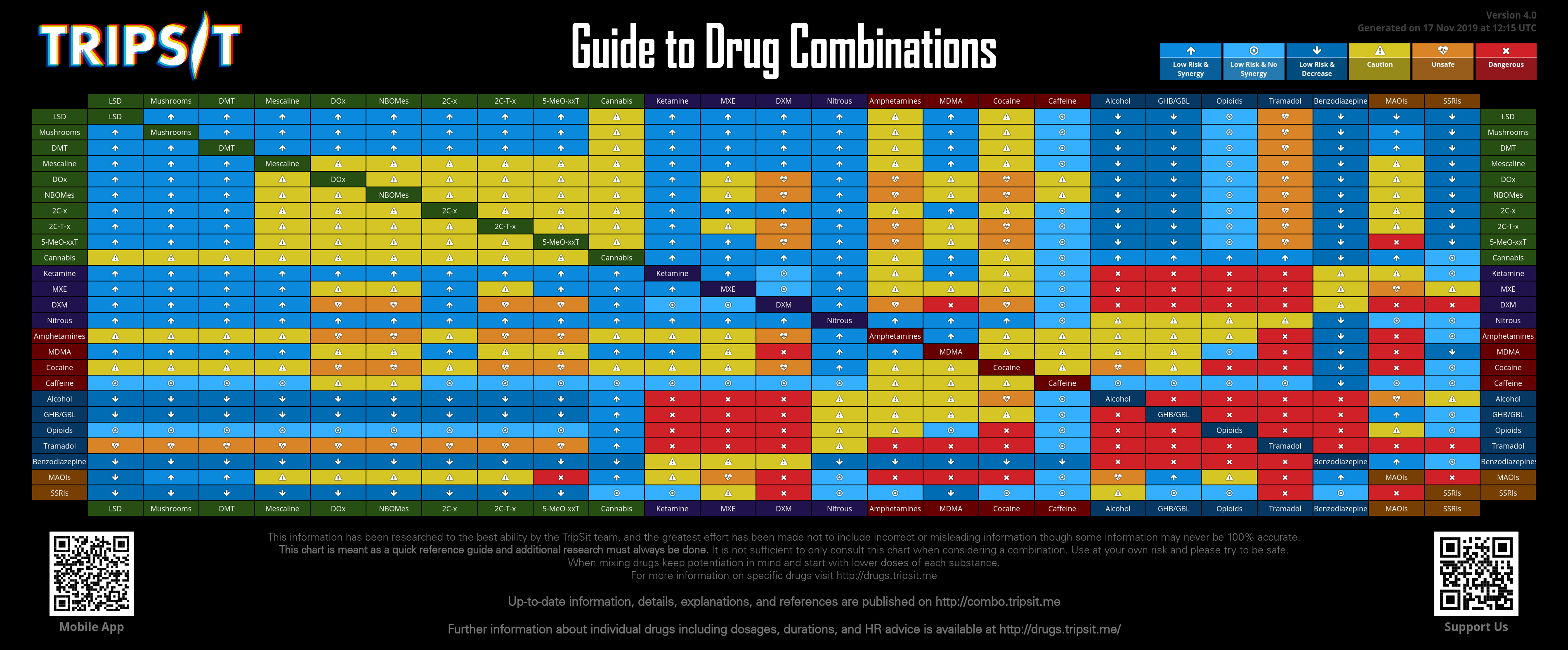
Drogenkombinations-Chart von Tripsit

Zahlen über die Häufigkeit von Mischkonsum, insbesondere in Kombination mit illegalen Drogen, liegen nur vereinzelt vor. Es ist aber davon auszugehen, dass in sehr vielen Fällen, in denen Drogen konsumiert werden, mehr als eine Substanz einbezogen wird. Schon der gleichzeitige Gebrauch von Alkohol und Tabak ist Mischkonsum. So ergab eine 2004 in Deutschland veröffentlichte Studie, dass 87,8 % der befragten Personen, die Erfahrung mit Alkohol oder Cannabis hatten, auch die Kombination aus beidem ausprobiert hatten (s. Tabelle zu Mischkonsum).
Gründe für multiplen Substanzgebrauch können vielschichtig sein. Zum einen kann der Gebrauch einer bestimmten Droge spontan „Lust“ auf weitere Substanzen machen, zum anderen findet aber auch gezielter Mischkonsum statt, in der Hoffnung, eine besondere Wirkung zu erzielen. Für manche Kombinationen haben sich unter Konsumenten daher eigene Begriffe entwickelt, so beispielsweise für den gleichzeitigen Konsum von MDMA und LSD, der als Candyflip bezeichnet wird, oder die Kombination aus Kokain und Heroin, die den Namen Speedball trägt.
Drogenberatungsstellen raten in der Regel von Mischkonsum jeglicher Art ab, da sich für den Konsumenten in den allermeisten Fällen die jeweiligen Einzelrisiken der Drogen addieren, mitunter aber auch potenzieren.
| Substanzkombination                   | Mögliche Mischkonsum-spezifische Wirkungen | Mischkonsumerfahrung unter jeweiligen Konsumenten der Einzeldrogen (Studie 2004) | Bewertung durch Konsumenten als „gut“ (Studie 2004) | Quellen            |
| ------------------------------------- | --- | -------------------------------------------------------------------------------- | --------------------------------------------------- | ------------------ |
| Alkohol und Tabak                     | - steigendes Krebsrisiko - höheres Risiko von Herz-Kreislauf-Erkrankung - Erektionsstörungen und Menstruationsstörungen | keine Angabe                                                                     | keine Angabe                                        | [ 1 ]              |
| Alkohol und Cannabis                  | - Übelkeit und Erbrechen - Reaktionsvermögen und Orientierungsfähigkeit lassen nach - Halluzinationen - höheres Unfallrisiko - Neigung zu Überdosierung - intensivere Alkoholintoxikation | 87,8 %                                                                           | 36,6 %                                              | [ 2 ] [ 1 ] [ 3 ]  |
| Alkohol und MDMA (Ecstasy)            | - Neigung zu Überdosierung - stärkere Belastung der Leber führt eher zu Alkoholvergiftung und Leberschäden - Wärmestaus und Überhitzungserscheinungen - höheres Unfallrisiko - höheres Risiko langfristiger Gedächtnisstörungen - härteres „Comedown“ | 80,1 %                                                                           | 37,9 %                                              | [ 2 ] [ 1 ] [ 3 ]  |
| Alkohol und LSD                       | - Wirkung des Alkohols wird nicht wahrgenommen, Risiko einer Alkoholüberdosierung | 78,6 %                                                                           | 24,3 %                                              | [ 2 ] [ 4 ]        |
| Alkohol und Amphetamin (Speed)        | - Wirkung des Alkohols wird nicht wahrgenommen, Risiko einer Alkoholüberdosierung - trotz Gefühl der Nüchternheit vermindertes Reaktionsvermögen - große Belastung für Leber und Niere - Dehydration - Wärmestau, Überhitzung | 77,6 %                                                                           | 49,8 %                                              | [ 2 ] [ 5 ] [ 3 ]  |
| Alkohol und Kokain                    | - Wirkung des Alkohols wird nicht wahrgenommen, Risiko einer Alkoholüberdosierung - trotz Gefühl der Nüchternheit vermindertes Reaktionsvermögen - Selbstüberschätzung, aggressives Verhalten - bei langfristigem und hochdosiertem Mischkonsum emotionale Verhärtung Bei Kokainkonsum nach Alkoholgebrauch: - Bildung von Cocaethylen: dadurch deutliche Verstärkung der originären Kokainwirkung | 75,6 %                                                                           | 55,2 %                                              | [ 2 ] [ 6 ] [ 3 ]  |
| Alkohol und Heroin                    | - Potenzierung der Nebenwirkungen: komatöser Zustand und Lähmung von Atmung und Herztätigkeit möglich | 69,5 %                                                                           | 9,2 %                                               | [ 2 ] [ 7 ] [ 3 ]  |
| Cannabis und MDMA (Ecstasy)           | - gegenseitige Wirkverstärkung - temporäre Einschränkung der Gedächtnisleistung - hohe Kreislaufbelastung | 47,1 %                                                                           | 79 %                                                | [ 2 ] [ 8 ]        |
| Cannabis und Amphetamin (Speed)       | - Angst- oder Panikzustände - hohe Kreislaufbelastung - bei dauerhaftem Konsum Risiko einer Psychose und/oder Angsterkrankung | 25,9 %                                                                           | 62 %                                                | [ 2 ] [ 8 ]        |
| Cannabis und Methamphetamin (Crystal) | - Angst- oder Panikzustände - hohe Kreislaufbelastung - bei dauerhaftem Konsum Risiko einer Psychose und/oder Angsterkrankung | keine Angabe                                                                     | keine Angabe                                        | [ 8 ]              |
| Cannabis und Kokain                   | - Angst- oder Panikzustände - hohe Kreislaufbelastung - unter Stressbedingungen additive Erhöhung der Herzfrequenz und des Blutdrucks - bei dauerhaftem Konsum Risiko einer Psychose und/oder Angsterkrankung Bei Kokainkonsum nach Cannabiskonsum: - leicht verstärkte und verlängerte Euphorie, erhöhter Blutspiegel                                                                             | 28,8 %                                                                           | 72 %                                                | [ 2 ] [ 8 ] [ 9 ]  |
| Kokain und Tabak                      | - hohe Kreislaufbelastung - leicht verstärkter Rauschzustand - fördert die Abhängigkeit von Kokain | keine Angabe                                                                     | keine Angabe                                        |                    |
| MDMA (Ecstasy) und LSD („Candyflip“)  | - Wirkung von MDMA (Ecstasy) wird verstärkt - Erhöhung der Körpertemperatur - Hitzschlag/Kollaps - Angst- und Panikzustände - starke Halluzinationen | 27,9 %                                                                           | 46 %                                                | [ 2 ] [ 4 ] [ 3 ]  |
| MDMA (Ecstasy) und Amphetamin (Speed) | - Wirkung von MDMA (Ecstasy) wird teilweise gemindert, Neigung zu Überdosierung - stimulierende Wirkung beider Substanzen bleibt erhalten, daher starke Belastung des Herz-Kreislauf-Systems - Hitzschlag/Kollaps - erhöhter Flüssigkeitsverlust - erhöhte Wahrscheinlichkeit für Gehirnschäden | 28,4 %                                                                           | 69 %                                                | [ 2 ] [ 11 ] [ 3 ] |
| Amphetamin (Speed) und LSD            | - LSD-Trip wird „unberechenbar“: Das kann bedeuten, dass der Konsument gar keine LSD-Wirkung spürt, oder dass er von der Wirkung überwältigt wird, mit allen sich daraus ergebenden Risiken. | 17,1 %                                                                           | 20 %                                                | [ 12 ]             |

## Alternative Begriffsdefinitionen und Klassifizierung
- Laut ICD-10 ist Multipler Substanzgebrauch eine Form des Drogenkonsums, bei der zwei oder mehr psychotrope Substanzen zu sich genommen werden und keine Substanz für sich allein den Konsum dominiert bzw. nur eine oder keine der Substanzen bekannt ist. Gleichzeitig wird damit noch keine Aussage über das Vorhandensein oder das Ausmaß gesundheitlicher Störungen bzw. ein spezifisches klinisches Erscheinungsbild getroffen.

- „Multipler Substanzgebrauch liegt dann vor, wenn die Substanzaufnahme chaotisch und wahllos erfolgt, ohne dass ein bestimmter Stoff oder eine bestimmte Substanzgruppe vorherrscht.“[13]

Mit negativer Konnotation und stigmatisierend wird mitunter von Polytoxikomanie (v. griech.: μανία manía = die Raserei) und auch multiplem Substanzmissbrauch gesprochen. Demgegenüber wird mit Mehrfachabhängigkeit ein bestehendes Abhängigkeitssyndrom bei Einnahme mehrerer psychotroper Substanzen bezeichnet. Das DSM-IV fordert hier (für die Diagnose polysubstance dependence) den wiederholten Gebrauch von Substanzen aus mindestens drei Substanzgruppen (unter Ausschluss von Koffein und Nikotin) über einen Zeitraum von mindestens zwölf Monaten, wobei die Abhängigkeitskriterien für die Gesamtheit der Substanzen, nicht aber für eine spezifische Gruppe, erfüllt sein müssen. Eine Umbenennung in Polysubstance Use-Disorder wird derzeit diskutiert.

## Besondere Gefahren bei Schwangerschaft
Nehmen mehrfachabhängige Mütter auch während der Schwangerschaft multiple Substanzen zu sich, so besteht eine hohe Wahrscheinlichkeit, dass das Kind mit körperlichen oder/und geistigen Behinderungen auf die Welt kommt. In Deutschland sind drei von 1000 geborenen Kindern Kinder von mehrfachabhängigen Frauen. Durch den Konsum von Heroin, Kokain und Alkohol entstehen beispielsweise folgende Störungen beim Kind: verzögertes Krabbelalter, verzögertes Lauflernalter, verzögerte Sprachentwicklung, ADS/ADHS, Dyskalkulie, Legasthenie. Außerdem wurde bei multiplem Substanzgebrauch während der Schwangerschaft folgendes beobachtet: angeborene Fehlbildungen, erhöhte Infektanfälligkeit, Entwicklungsverzögerung, Lernstörungen, plötzlicher Kindstod und Folgen der geburtshilflichen Komplikationen.